# Richard Rothe
Richard Rothe (Poznań, 1799 - Heidelberg, 1867) est un théologien évangélique allemand.

## Biographie
Issu d’une famille de fonctionnaires prussiens, Richard Rothe passa ses jeunes années à Stettin et à Breslau. Ayant été imprégné de romantisme, il choisit de suivre à partir de 1817 des études de théologie évangélique et de philosophie à Heidelberg, où enseignaient des professeurs d’orientation romantique, tels que notamment le philologue classique Friedrich Creuzer, qui eut une grande influence sur lui. À Heidelberg, Rothe entra en contact avec l’un des chefs de file de la théologie spéculative, Carl Daub (de), dont les idées le marquèrent fortement, et avec le philosophe Georg Wilhelm Friedrich Hegel, à la philosophie de qui Rothe adhérait. C’est pourquoi, à partir de l’année universitaire 1819/1820, il troqua Heidelberg pour l’université de Berlin, où Hegel avait accepté un poste d’enseignant, mais où Rothe fut vivement impressionné également par le théologien piétiste Johann Wilhelm August Neander. Par son entremise, Rothe fit aussi connaissance avec Friedrich August Gottreu Tholuck, qui le dirigea vers l’Erweckungsbewegung, mouvement d’éveil religieux.
Fin 1820, Richard Rothe passa son premier examen de théologie à Berlin, puis fréquenta jusqu’en 1822 le séminaire de prédication de Wittemberg, de tendance piétiste. Il fut ensuite actif au titre de « candidat » dans les offices religieux évangéliques à Breslau. Son deuxième examen de théologie, suivi peu après de son ordination, eut lieu en 1823 à Berlin. Le directeur du séminaire de prédication de Wittemberg Heinrich Leonhard Heubner (de) avait dès 1823 recommandé Rothe auprès du ministère prussien de l’Éducation (Ministerium der geistlichen, Unterrichts- und Medizinalangelegenheiten) comme candidat au poste de prédicateur à l’ambassade de Prusse à Rome, poste auquel il fut effectivement nommé le 16 décembre 1823. La même année, Rothe épousa Luise von Brück (1803–1861), sœur cadette de la femme de Heubner. En 1828, il devint professeur au séminaire de prédication de Wittemberg et en 1832 directeur adjoint et ephorus de cet établissement. En 1837, grâce à l’intervention de son professeur de Heidelberg Carl Daub, il fut désigné par le gouvernement badois professeur titulaire des chaires de Nouveau Testament, de Dogmatique et de Théologie pratique à l’université de Heidelberg, et remplit parallèlement, dans la même ville, la fonction de directeur du séminaire de prédication. C’est à cette époque que Rothe fit paraître son œuvre principale, Theologische Ethik. En novembre 1849, il partit occuper un poste devenu vacant de professeur de Théologie pratique à l’université de Bonn, mais, par suite du mauvais état de santé de sa femme, s’en revint en 1854 à Heidelberg, dont le climat était plus sain, et où il se vit confier le poste auparavant occupé par Carl Christian Ullmann (de), lequel pour sa part s’en alla assumer le poste de prélat à l’église évangélique régionale de Baden. En sa qualité de professeur ordinaire, Rothe enseignait désormais, outre ses disciplines antérieures, également l’histoire de l’Église. Dans le même temps, il fut reconduit dans sa fonction de prédicateur universitaire.
Richard Rothe fut nommé en 1861 membre extraordinaire du Haut-Conseil ecclésiastique de Karlsruhe et en 1863 et 1865 désigné membre de la Première Chambre du parlement badois (Badische Ständeversammlung) par le grand-duc Frédéric Ier de Bade. Dans les années 1843, 1855, 1861 et 1867, il participa aux Synodes générales de l’Église évangélique badoise et eut part en 1863 à la fondation de l'Association protestante allemande (Deutscher Protestantenverein).
Rothe était l’un des pères fondateurs de l’Association théologique académique de Heidelberg, dont est issue l’association étudiante Akademisch Theologische Verbindung Wartburg (en abrégé AThV Wartburg).

## Doctrine théologique
Dans ses jeunes années, Rothe avait une inclination pour le mysticisme surnaturel ; ses auteurs préférés étaient ceux de l’école romantique, et Novalis demeura pour lui tout au long de sa vie un auteur de prédilection. À Berlin et Wittemberg, il subit l’influence du piétisme, incarné par des personnalités telles que Ewald Rudolf Stier (de) et Friedrich August Tholuck, encore que Tholuck l’ait qualifié de « chrétien très moderne ». Plus tard, il avoua n’avoir jamais été, quoique piétiste assurément sincère, un piétiste heureux. À Rome, sous l’effet d’une confrontation aux arts classique et ecclésiastique, il apprit à élargir sa pensée et à examiner le christianisme sous ses aspects humains et universalistes, et commença à développer ce qui sera sa grande idée, à savoir la relation indissociable entre religion et morale. De même, il commença alors, et plus particulièrement à la suite de la révolution de juillet 1830, à donner une forme plus précise à sa vision particulière des rapports entre Église et État, mais par là même entra en dissonance avec la pensée et le mode de vie piétistes de Wittemberg. Son déménagement pour Heidelberg et la parution de son premier ouvrage important, Die Anfänge der christlichen Kirche und ihrer Verfassung (littér. les Débuts de l’Église chrétienne et de son ordonnance, 1837), coïncident avec la naissance des principales positions théologiques auxquelles son nom reste attaché. Si pendant la partie médiane de sa carrière (1837–1861), il mena la vie d’un reclus scolastique, il figura dans les six dernières années de sa vie comme l’avocat d’une théologie libre et de l'Association protestante allemande.
Rothe fut l’un des théologiens allemands les plus profonds et les plus influents. À l’instar de Friedrich Schleiermacher, il combina une logique pointilleuse avec un vif esprit religieux, encore que ses tendances philosophiques aient été plus en accord avec Hegel qu’avec Schleiermacher, et qu’il penchait davantage pour le mysticisme théosophique que pour les abstractions de Spinoza, auxquelles Schleiermacher était si redevable. Il se rangeait lui-même parmi les théosophes, et revendiquait être, en pleine ère scientifique, un surnaturaliste convaincu et heureux de l’être. Son système, bien que paraissant comporter des éléments douteux voire fantastiques, reste, dans ses traits généraux, un ensemble vaste et noble, édifié par un esprit profond, logique, hardi, et de grande envergure. Une singularité de sa pensée est la nature réaliste de son spiritualisme : ses abstractions représentent toutes des existences réelles ; ses entités spirituelles sont réelles et charnelles ; sa vérité a valeur de réalité. De là vient que Rothe, à la différence de Schleiermacher, insiste p. ex. fortement sur la personnalité de Dieu, sur la réalité des mondes des esprits du mal et du bien, et sur le deuxième avènement visible du Christ dans le monde. De là aussi que son sentiment religieux et sa spéculation théologique appelaient à leur réalisation dans un royaume de Dieu coextensif de la nature humaine, de l’histoire terrestre et de la société humaine.

### Theologische Ethik
Aussi le système théologique de Rothe débouche-t-il sur une « Theologische Ethik », une éthique théologique, ainsi qu’il intitula l’un de ses livres (3 vols., 1845-1848), œuvre sur laquelle repose la durable renommée de Rothe comme théologien et auteur éthique. La première édition cessa pendant douze ans d’être rééditée, avant que ne paraisse la seconde (5 vols., 1867–1871). En vue de celle-ci, l’auteur s’était donné pour tâche de réécrire l’ensemble, mais décéda après avoir achevé seulement les deux premiers tomes ; le texte des tomes restants fut établi par les soins du professeur Heinrich Holtzmann sur la base de la première édition, avec adjonction de quelques annotations et mise en œuvre des corrections indiquées par l’auteur.
Theologische Ethik s’ouvre sur un exposé général du système de théologie spéculative de l’auteur, organisé selon les deux grandes divisions de ce système, à savoir la théologie à proprement parler, et la cosmologie, celle-ci se décomposant à son tour en ses deux subdivisions Physik (le monde naturel) et Ethik (le monde de l’esprit). C’est de cette dernière subdivision que traite par la suite le corps de l’ouvrage. Après une analyse de la conscience religieuse, qui conduit à la doctrine d’un Dieu personnel et spirituel absolu, Rothe poursuit en dérivant de son idée de Dieu le processus et l’histoire de l’évolution créatrice, laquelle se prolonge éternellement et engendre, en conformité avec sa mission perpétuelle, des mondes d’esprits, en partie par génération spontanée et participant de la personnalité absolue du Créateur.
Rothe considère l’homme naturel comme l’aboutissement de l’évolution de la nature physique, et postule que l’esprit est un accomplissement personnel — obtenu avec l’aide divine — de ces êtres dans lesquels le processus créatif de développement moral a été poursuivi le plus avant. Sa théorie pose sans ambages l’homme naturel comme s’étant développé au gré de processus naturels d’évolution animale. L’accession à un stade plus poussé de développement constitue la vocation morale et religieuse de l’homme ; ce stade plus élevé est l’autodétermination, c’est-à-dire la faculté d’accomplir chaque fonction humaine en tant qu’agent volontaire et intelligent, ou en tant que personne, et a pour effet cosmique l’assujettissement aux existences spirituelles de toutes les existences matérielles. Ce processus personnel de spiritualisation est la continuation de l’œuvre divine éternelle de la création. Ainsi la vie morale et la vie religieuse coïncident-elles, et, dès lors qu’elles sont normales, sont aussi identiques ; toutes deux poursuivent le même but et sont occupées de la même tâche : la réalisation de la spiritualisation du monde. « La piété, si l’on veut qu’elle devienne vérité et réalité, requiert pour son accomplissement la moralité, seul élément concret où l’idée de communion avec Dieu puisse se réaliser ; la moralité nécessite, pour trouver son parfait épanouissement, l’aide de la piété, à la lumière de laquelle seulement elle peut appréhender sa propre idée dans toute son ampleur et profondeur ».
Rothe considère le processus de développement de l’homme comme devant nécessairement prendre une forme anormale et comme devant en passer par la phase du péché. Cette condition anormale nécessite un acte créatif spontané, celui du salut, même si le salut a d’emblée fait partie du projet divin. En guise de préparation à ce salut surnaturel, afin de purifier et de revivifier la conscience religieuse, la révélation avait été nécessaire, ce pourquoi le Sauveur dut faire en personne son apparition dans l’histoire humaine comme créature franche et miraculeuse, née d’une femme mais non engendrée par un homme. Par suite de Sa naissance surnaturelle, le Sauveur, ou le second Adam, était exempt du péché originel. Par son propre développement moral et religieux, Il rendit possible une relation de parfaite communion entre Dieu et l’homme, ce qui représentait le stade nouveau et le plus élevé de la divine création du genre humain. Ce stade de développement induit par le Sauveur est atteint au moyen de Son royaume, ou communauté de salut, qui est à la fois moral et religieux — religieux dans un premier temps et à titre temporaire seulement —, à savoir une église. À mesure que les hommes atteignent le plein développement de leur nature, et s’approprient la perfection du Sauveur, la séparation entre vie religieuse et vie morale se dissipera, et l’État chrétien, comme sphère la plus haute de la vie humaine, figurant toutes les fonctions humaines, supplantera l’église. « À mesure que le Sauveur christianise l’État par le moyen de l’Église, le parachèvement progressif de la structure de l’Église se révélera être la cause de son abolition ». Pour cette raison, le déclin de l’Église n’a pas à être déploré, mais reconnu comme la conséquence de l’indépendance et de l’état d’achèvement de la vie chrétienne. La troisième section de son ouvrage — la Pflichtenlehre (« théorie des devoirs ») — est la partie généralement la plus hautement estimée, et celle où la pleine vigueur de l’auteur en tant que penseur éthique se manifeste, hors toute spéculation théosophique.

### Autres œuvres
Depuis la mort de Rothe, plusieurs volumes de ses sermons et de ses cours (traitant de dogmatique, d’homilétique), ainsi qu’une collection de courts essais et de méditations religieuses, ont été publiés sous le titre collectif de Stille Stunden (littér. Heures tranquilles, Wittemberg, 1872).

### Œuvres de Rothe
- Die Anfänge der christlichen Kirche und ihrer Verfassung (Wittemberg 1837, litt. les Débuts de l’Église protestante et de sa constitution)
- Theologische Ethik (Wittemberg 1845-1848, 5 volumes)
- Zur Dogmatik (Gotha 1863)

La plupart de ses conférences et sermons furent édités après sa mort par ses amis et élèves :
- Dogmatik, par Daniel Schenkel (Heidelberg 1870, 3 tomes)
- Vorlesungen über Kirchengeschichte (litt. Conférences sur l’histoire de l’Église protestante), par Hermann Weingarten (Heidelberg 1875-76, 2 tomes)
- Entwürfe zu den Abendandachten über die Pastoralbriefe (2e éd., Brême 1886, 2 tomes, litt. Ébauches d’oraisons du soir à partir des lettres pastorales)
- Predigten (Elberfeld 1868, 3 tomes, litt. Sermons)
- Der erste Brief Johannis (Wittemberg 1878, litt. la Première Épître de Jean)
- Theologische Encyklopädie (Wittemberg 1880)
- Geschichte der Predigt (Brême, 1881, litt. Histoire du sermon)

Ses Gesammelte Vorträge und Abhandlungen (litt. Conférences et Essais réunis) ont été publiés par Friedrich Wilhelm Nippold (Elberfeld 1886), lequel rédigea également une biographie : Richard Rothe (Wittemberg 1873-74, 2 volumes).

### Ouvrages et articles sur Rothe
- (de) Friedrich Wilhelm Franz Nippold, Richard Rothe, Doctor und Professor der Theologie und Großh. Bad. Geh. Kirchenrath zu Heidelberg. Ein christliches Lebensbild aufgrund der Briefe Rothes entworfen (2 tomes), Wittemberg, Koelling, 1873–74, 576 p. (lire en ligne).
- (de) Daniel Schenkel, « Zur Erinnerung an Dr R. Rothe », Allgemeine kirchliche Zeitschrift, Elberfeld, Verlag von R. L. Friderichs,‎ 9, p. 10-21 (lire en ligne).
- (de) Heinrich Julius Holtzmann, « Richard Rothe », Jahrbuch des Protestantenvereins,‎ 1869.
- (de) Heinrich Wilhelm Carl Schwarz, Zur Geschichte der neuesten Theologie, Leipzig, 1869, 606 p., p. 417-444.
- (de) Otto Pfleiderer, Religionsphilosophie auf geschichtlicher Grundlage (2e éd., Berlin, 1884, 696 p., p. 611–615.
- (en) Otto Pfleiderer, The Development of Theology in Germany since Kant and its Progress in Great Britain since 1825, Londres, Swan Sonnenschein, 1890, 424 p. (lire en ligne).
- (de) Heinrich Bassermann, Richard Rothe als praktischer Theologe, Leipzig, Mohr, 1899, 112 p..
- (de) Wilhelm Hönig, Richard Rothe, sein Charakter, Leben und Denken : Zur Feier seines hundertsten Geburtstages / dargestellt von Wilhelm Honig, Berlin, C. A. Schwetschke, 1898.
- (de) Adolf Hausrath (de), Richard Rothe und seine Freunde, Berlin, G. Grote’sche Verlagsbuchhandlung, 1902, 403 p. (lire en ligne).
- (de) Julius August Wagenmann, « Rothe, Richard », dans Allgemeine Deutsche Biographie (ADB), vol. 29, Leipzig, Duncker & Humblot, 1889, p. 353-358.
- (de) Heinrich Bauer, Richard Rothe als akademischer Lehrer, Fribourg-en-Brisgau, Mohr, 1899.
- (de) Ernst Troeltsch, Richard Rothe : Gedächtnisrede gehalten zur Feier des hundertsten Geburtstages in der Aula der Universität, Fribourg-en-Brisgau, Mohr, 1899 (lire en ligne).
- (en) Heinrich Julius Holtzmann, R. Rothe's speculatives System, Fribourg-en-Brisgau, Mohr, 1899.
- (de) Rudolf Ehlers, Männer der Wissenschaft : Eine Sammlung von Lebensbeschreibungen zur Geschichte der wissenschaftlichen Forschung und Praxis, vol. Heft 11, Leipzig, Welcher, 1906 (lire en ligne), « Richard Rothe ».
- (de) Manfred Baumotte, Die Freiheit planen : christlicher Glaube und demokratisches Bewusstsein (collectif, sous la direction de Wolf-Dieter Marsch), Göttingen, Institut für Christliche Gesellschaftswissenschaften (université de Munster) / Vandenhoeck & Ruprecht, 1971, 231 p., « Friedrich Julius Stahls und Richard Rothes Version des „christlichen Staates“ », p. 173–188.
- (de) Falk Wagner (de), Profile des neuzeitlichen Protestantismus (collectif, sous la direction de Friedrich Wilhelm Graf), vol. 1, Gütersloh, Gütersloher Verlag-Haus Mohn, 1990, « Theologische Universalintegration – Richard Rothe 1799-1867 », p. 265–286.
- (de) Friedrich Wilhelm Graf, Biographisch-Bibliographisches Kirchenlexikon (BBKL), vol. 8, Herzberg, Bautz, 1994 (ISBN 3-88309-053-0, lire en ligne), « Richard Rothe », p. 759–823.
- (de) Falk Wagner, Theologische Realenzyklopädie, vol. 29, Berlin, 1998, « Rothe, Richard (1799-1867) », p. 436–441.
- (de) Heike Krötke, Selbstbewußtsein und Spekulation : Eine Untersuchung der spekulativen Theologie Richard Rothes unter besonderer Berücksichtigung des Verhältnisses von Anthropologie und Theologie, Berlin / New York, De Gruyter, 1999 (ISBN 3-11-016695-X).
- (de) Christian Albrecht (de), Historische Kulturwissenschaft neuzeitlicher Christentumspraxis : Klassische Protestantismustheorien in ihrer Bedeutung für das Selbstverständnis der Praktischen Theologie, Tübingen, Mohr, 2000, 377 p. (ISBN 3-16-147299-3), « Realisierungsgestalten christlicher Substanz in der modernen Kultur. Zur Protestantismustheorie Richard Rothes », p. 147–198.
- (de) Angelika Dörfler-Dierken, Luthertum und Demokratie : Deutsche und amerikanische Theologen des 19. Jahrhunderts zu Staat, Gesellschaft und Kirche, Göttingen, Vandenhoeck & Ruprecht, coll. « Forschungen zur Kirchen- und Dogmengeschichte (volume 75) », 2001, 448 p. (ISBN 3-525-55183-5), p. 49–113.
- (de) Friedrich Wilhelm Graf, Religion in Geschichte und Gegenwart : Handwörterbuch in Gemeinverständlicher Darstellung, vol. 7, 2004, « Rothe, Richard », p. 646–649.
- (de) Friedrich Wilhelm Graf, Neue Deutsche Biographie (NDB), vol. 22, Berlin, Duncker & Humblot, 2005 (ISBN 3-428-11203-2, lire en ligne), « Rothe, Richard », p. 119 etss.
- (de) Konrad Exner (de), « Richard Rothe – Mitglied der Ersten Kammer des badischen Landtags », Badische Heimat, no 4,‎ 94, p. 303–312.
- (de) Dagmar Drüll, Heidelberger Gelehrtenlexikon, vol. 2 (1803-1932), Wiesbaden, Springer, 2019, p. 674 etss.